# Xylena obscurata
Xylena obscurata là một loài bướm đêm trong họ Noctuidae.